# Synallaxe pâle
Cranioleuca pallida
Espèce
Le Synallaxe pâle (Cranioleuca pallida) est une espèce d'oiseaux de la famille des Furnariidae.

## Répartition et habitat
Cet oiseau est endémique du Brésil, où il se rencontre depuis le sud du Goiás, le centre du Minas Gerais et le sud-est de Bahia jusqu'à l'est du Paraná. Il habite les forêts sempervirentes de montagne, les zones boisées et les forêts secondaires matures et ce entre 700 et 2 150 m d'altitude,.
Le Synallaxe pâle est un résident permanent dans toute son aire de répartition.

## Description
Le Synallaxe pâle mesure de 14 à 15 cm de long et pèse entre 11 et 12 g. Les deux sexes ont le même plumage. Les adultes ont un large sourcil blanchâtre, une tache noirâtre devant l'œil, une bande brun foncé derrière l'œil et des couvertures auriculaires de couleur chamois avec de légères stries brun foncé. Leur front est strié de noir et de chamois, leur calotte est roux foncé et leur nuque grise. Leur dos et leur croupion sont de couleur olive fauve ou brun olive. Leur queue est roux foncé ; les plumes sont graduées et dépourvues de barbes à l'extrémité, ce qui leur donne un aspect hérissé. Leurs couvertures alaires sont rousses, leurs couvertures primaires brun foncé et leurs plumes de vol sont de couleur cannelle-fauve pâle à olive-fauve pâle. Leur menton est blanc chamoisé, leur gorge et leur poitrine sont chamois clair à olive brunâtre, leur ventre est olive brunâtre pâle plus terne et leurs flancs et leurs couvertures sous-caudales sont légèrement plus foncés. Leur iris est brun rougeâtre à brun pâle, leur maxillaire noir à corne foncée, leur mandibule rosâtre avec une pointe foncée, et leurs pattes et leurs pieds sont vert olive ou gris. Les juvéniles ont un dos plus foncé que les adultes, avec une calotte brune, des parties inférieures teintées d'ocre et des taches sombres variables sur la poitrine,.

### Alimentation
Le synallaxe pâle se nourrit d'arthropodes. Il se nourrit généralement en couple et rejoint généralement des groupes d'alimentation composés d'espèces mixtes. Il glane acrobatiquement des proies dans les vignes, les feuilles mortes, l'écorce, les débris piégés, les fruits et les fleurs. Il s'accroche et grimpe le long de petites branches en forêt entre mi-hauteur  et canopée,.

### Reproduction
On pense que le Synallaxe pâle est monogame et se reproduit au printemps et en été austral. Son nid est un globe de lichen et de mousse avec une entrée latérale, généralement placé sur une branche d'arbre, contre le tronc ou au sommet d'une touffe d'épiphytes. La taille de la couvée, la période d'incubation, le temps nécessaire à l'envol et les détails des soins parentaux sont encore à décrire.

### Vocalisation
Le chant du Synallaxe pâle est une « série très aiguëe, légèrement descendante, d'environ cinq notes « seetseet---tut » (souvent accélérée jusqu'à un trille à la fin) ». Son cri est « tééé-ssik, tséé-ssik ».

## Statut
L'UICN classe le Synallaxe pâle comme étant de préoccupation mineure. Son aire de répartition est vaste et sa population est inconnue (mais semble être en diminution). Aucune menace immédiate n’a été identifiée. On considère l'espèce comme assez commune à commune et elle est présente dans quelques zones protégées. Cependant, « la déforestation extensive dans son aire de répartition relativement restreinte a considérablement réduit l'habitat disponible ».

## Systématique
Le nom valide complet (avec auteur) de ce taxon est Cranioleuca pallida (Wied-Neuwied, 1831).
L'espèce a été initialement classée dans le genre Synallaxis sous le protonyme Synallaxis pallidus Wied-Neuwied, 1831.
Cranioleuca pallida est monotypique. Cette espèce et le Synallaxe à couronne rayée (C. pyrrhophia) sont des espèces sœurs et les deux sont étroitement liées au Synallaxe olive (C. obsoleta).
Ce taxon porte en français le nom vernaculaire ou normalisé suivant : Synallaxe pâle.